# Сміливість бути. UA (срібна монета)
"Сміливість бути. UA" — срібна пам'ятна  монета номіналом 10 гривень, випущена Національним банком України, присвячена сміливості української нації.
Монету введено в обіг 23 серпня 2023 року. Вона належить до серії «Безсмертна моя Україно» (відео до випуску монети).

## Опис та характеристики монети
| Номінал грн. | Метал  | Маса, грам | Діаметр, мм. | Якість виготовлення       | Гурт                           | Тираж, штук |
| ------------ | ------ | ---------- | ------------ | ------------------------- | ------------------------------ | ----------- |
| 10           | срібло | 31,1       | 38.6         | спеціальний анциркулейтед | гладкий із заглибленим написом | 5 000       |

### Аверс
На аверсі монети розміщено: угорі — малий державний Герб України, під яким напис стилізована композиція, що символізує Україну, образ якої втілено в символі тризуба, що перебуває «на вістрі» часу, сучасних трендів, суспільних процесів, уваги світу та творення нової світової історії, що уособлює дзеркальне лезо на матовому тлі, унизу праворуч написи: УКРАЇНА (вертикально), рік карбування монети — 2023; номінал — «10» та графічний символ гривні.

### Реверс
На реверсі монети розташовано стилізовану композицію, що символізує феномен сміливості та героїчного спротиву українського народу: у центрі композиції зображено зірку, що засяяла новою надією (символічна паралель — Вифлеємська зірка); у центрі вертикальний напис: «СМІЛИВІСТЬ БУТИ. UA».

## Автори
- Художник: Таран Володимир, Харук Олександр, Харук Сергій;
- Скульптор: Атаманчук Володимир.[3]

## Вартість монети
Фактична приблизна вартість монети з роками змінювалася так:
| Рік        | 2024  | 2025  | 2026 |
| ---------- | ----- | ----- | ---- |
| Ціна, грн. | 3 300 | 4 300 |      |